# Kelso, Skottland
Kelso är en ort i Storbritannien.   Den ligger i kommunen Scottish Borders och riksdelen Skottland, i den centrala delen av landet, 500 km norr om huvudstaden London. Kelso ligger 40 meter över havet och antalet invånare är 5 154.
Terrängen runt Kelso är huvudsakligen platt. Kelso ligger nere i en dal. Runt Kelso är det glesbefolkat, med 12 invånare per kvadratkilometer. Kelso är det största samhället i trakten. Trakten runt Kelso består till största delen av jordbruksmark.